# Горец малый
Горе́ц ма́лый (лат. Persicária mínor) — травянистое растение, вид рода Персикария семейства Гречишные (Polygonaceae).
Обычное в Евразии растение с узкими прямостоячими колосовидными кистями мелких розовых или белых цветков.

## Ботаническое описание

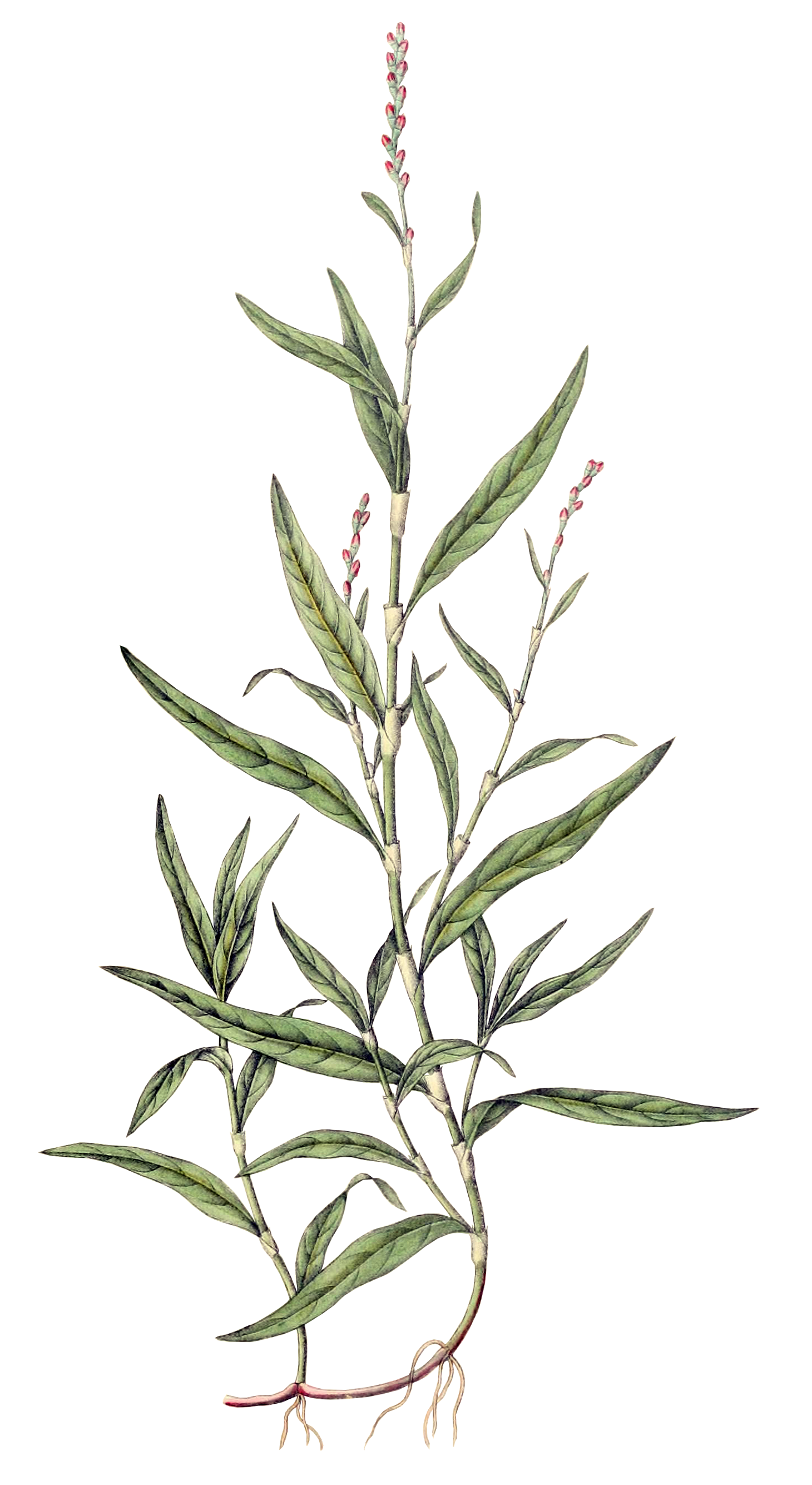

Однолетнее растение с полегающим или приподнимающимся стеблем длиной до 40—50 см, часто разветвлённым от основания, почти голым, гладким, зелёным или красноватым. Листья на коротких черешках, линейно-ланцетные до линейных, 2,5—8 см длиной и 3—9 мм шириной, голые, иногда с прижатыми волосками по краю и жилкам. Раструб светло-коричневый, по краю с ресничками 2—3 мм длиной.
Цветки собраны в рыхлые узкие колосовидные кисти, прямостоячие, иногда несколько поникающие, цветоножки без желёзок. Околоцветник 2—2,5 мм длиной, без желёзок, розовый или пурпурно-красный, редко белый. Тычинки обыкновенно в числе 5.
Орешек 1,5—2 мм длиной и 1—1,3 мм шириной, с двух сторон выпуклый, редко почти трёхгранный, чёрный или чёрно-коричневый.

## Распространение и экология
Встречается по различным влажным местам у дорог, по берегам ручьёв, на отмелях, по канавам и окраинам болот. Широко распространённый по всей умеренной Евразии вид.

## Классификация

### Таксономия
- Persicaria minor (Huds.) Opiz, Seznam 72 (1852). — Polygonum minus Huds., Fl. Angl. 148 (1762).

Вид Горец малый относится к роду Горец (Persicaria) семейства Гречишные (Polygonaceae) порядка Гвоздичноцветные (Caryophyllales) последовательно входящего в клады Суперастериды → Эвдикоты → Цветковые растения. Таксономическая схема в соответствии с Системой APG IV по состоянию на декабрь 2023 года:
|  |                          |  |                                   |                                   |                     |  | еще 40 семейств | еще 40 семейств |                 |  |  |  | еще 65 подтвержденных видов и 209 видов в статусе "неподтвержденных" |
|  |                          |  |                                   |                                   |                     |  | еще 40 семейств | еще 40 семейств |                 |  |  |  | еще 65 подтвержденных видов и 209 видов в статусе "неподтвержденных" |
|  |                          |  |                                   | порядок Гвоздичноцветные          |                     |  |                 |                 | род Горец       |  |  |  |                                                                      |
|  |                          |  |                                   | порядок Гвоздичноцветные          |                     |  |                 |                 | род Горец       |  |  |  |                                                                      |
|  | клада Цветковые растения |  |                                   |                                   | семейство Гречишные |  |                 |                 | вид Горец малый |  |  |  |                                                                      |
|  | клада Цветковые растения |  |                                   |                                   | семейство Гречишные |  |                 |                 |                 |  |  |  |                                                                      |
|  |                          |  | ещё 63 порядка цветковых растений | ещё 63 порядка цветковых растений |                     |  |                 | еще 60 родов    | еще 60 родов    |  |  |  |                                                                      |
|  |                          |  |                                   | ещё 63 порядка цветковых растений |                     |  |                 |                 | еще 60 родов    |  |  |  |                                                                      |